# Chef d'agrès
Le chef d'agrès est, en France, le responsable de la planification et de la gestion des activités du personnel armant son véhicule chez les sapeurs pompiers ou plus globalement dans les associations de premiers secours. « Chef » désigne en effet un homme ou une femme qui supervise les opérations, tandis qu'« agrès » signifie véhicule, attelage.

## Description
Chez les sapeurs-pompiers français, il y a un chef d'agrès par véhicule ; il est au minimum sous-officier du grade de sergent pour les agrès à une équipe tels que le véhicule de secours et d'assistance aux victimes (VSAV) ou le véhicule tout usage (VTU) et du grade d'adjudant pour les agrès à deux équipes ou plus tels que le fourgon pompe-tonne (FPT).
Il se positionne dans l'engin (ou le véhicule) toujours à la place du passager avant.
Durant le trajet, le chef d'agrès observe le chemin le plus judicieux pour se rendre sur l'intervention, examine les différents points d'eau à proximité du sinistre, reçoit et répond aux messages radio. C'est lui-même qui effectue les bilans radio et les demandes de renforts.
Il a la responsabilité des personnes constituant son équipe. Lors de l'arrivée sur les lieux, le chef d'agrès effectue (si besoin est, avec un collègue) une analyse cubique du lieu de l'accident (sur les six faces) à la recherche de victimes, dangers éventuels, de témoins... C'est une analyse rapide et globale de la situation.
Après cette recherche de données, il revient à l'engin pour y distribuer à chacun de ses hommes ou binômes ses ordres : c'est le principe de la méthode de raisonnement tactique (MRT) :
- Quoi ?
- Où ?
- Comment ?
- Avec quoi ?
- Par où ?

Durant l'intervention, les autres pompiers lui rendent compte de tout ce qu'ils ont vu, entendu, senti ; de ce qui s'est passé, si des victimes ont été trouvées (où, leur état, âge, sexe) puis le chef d'agrès prendra tout en compte pour faire évoluer ses ordres en parallèle de l'intervention en cours.
De retour à la caserne, il a la responsabilité de la remise en état de l'armement de l'engin, du réapprovisionnent du matériel médical du véhicule sanitaire. Il a la charge de remplir le rapport de sortie.